# Cucullia andraei
Cucullia andraei är en fjärilsart som beskrevs av Köhler 1953. Cucullia andraei ingår i släktet Cucullia och familjen nattflyn. Inga underarter finns listade i Catalogue of Life.